# Talbot (automerk)
Talbot was een Brits/Frans automerk. Na een reeks overnames werd het merk uiteindelijk eigendom van PSA Peugeot Citroën, die het gebruik van de merknaam Talbot deed herleven van 1978 tot 1994.

## Geschiedenis
De fabriek werd in 1903 opgericht als Clement-Talbot Ltd. en was aanvankelijk slechts een assemblagebedrijf voor Franse auto's van het merk Clément Bayard. De naam Talbot kwam van Charles Chetwynd-Talbot (1860-1921), de 20e Earl of Shrewsbury, die de belangrijkste financier was.
Vanaf 1906 bouwde Talbot auto's naar eigen ontwerp. Na de Eerste Wereldoorlog trok de Earl of Shrewsbury zich in 1919 uit het bedrijf terug. Talbot fuseerde met de Franse/Britse autofabriek Darracq en ging vervolgens deel uitmaken van Sunbeam Talbot Darracq Motors Ltd. (STD) In 1935 raakte STD in moeilijkheden. Talbot werd overgenomen door de Rootes Group, en de Franse fabriek werd overgenomen door Antonio Lago die voortaan het merk Talbot-Lago gebruikte. Het Britse Talbot werd in 1938 samengevoegd met Sunbeam, maar nog voor de Tweede Wereldoorlog werd de productie gestaakt. Tot 1955 werden er nog Talbot-Sunbeams verkocht.
Talbot-Lago, dat tussen 1935 en 1955 bestond, ging failliet, waarna de merknaam werd overgenomen door Simca.
In 1967 werd de Rootes Group overgenomen door Chrysler, dat het bedrijf samenvoegde met Simca. Chrysler zette de productie door Simca voort, en bouwde in het Verenigd Koninkrijk auto's onder de naam Chrysler. Het merk Talbot werd niet gebruikt. Nadat PSA op 10 mei 1978 Chrysler Europe overnam, werd de productie van Simca in Frankrijk en Chrysler in het Verenigd Koninkrijk vanaf 1980 voortgezet onder de naam Talbot. De productie van Chrysler-modellen in de voormalige Rootes-fabrieken werd in juli 1981 stopgezet; er werden daarna alleen nog dezelfde modellen geproduceerd als in de Franse fabrieken. Tevens werden de auto's die door Matra werden gebouwd, voortaan niet meer als Matra-Simca maar als Talbot-Matra op de markt gebracht.
De Chryslers 1510 en Horizon bleven in productie, voorzien van de Talbot-badge. In 1981 werd de Talbot Tagora geïntroduceerd, een grote sedan. Reeds in 1983 werd deze uit productie genomen wegens gebrek aan succes. In 1982 werd de Talbot Samba voorgesteld, een kleine driedeurs hatchback die gebaseerd was op de Peugeot 104 en tevens als Citroën LN/LNA werd verkocht. In 1983 werd een cabriolet-versie van de Talbot Samba uitgebracht, evenals een sportieve Rallye. In 1986 viel het doek ook voor de Samba.
Omdat succes uitbleef besloot Peugeot het merk op te heffen. Het reeds ontwikkelde nieuwe Talbot-model Arizona, dat de Horizon moest opvolgen, werd omgedoopt tot Peugeot 309. De productie van de Horizon ging in Spanje en Finland door tot 1987, het was de laatste personenwagen van Talbot. De productie van de overige modellen was in mei 1986 al gestaakt.
In het Verenigd Koninkrijk werd de merknaam nog tot eind 1993 gehandhaafd voor de Talbot Express, een bestelwagen die vanaf begin 1984 door "Sevel" (Société Européenne de Véhicules Légers, een samenwerkingsverband van PSA en FIAT) werd gebouwd en die op het vasteland als Peugeot J5, Fiat Ducato (eerste type), en Citroën C25 bekend was.
PSA onderzocht eind jaren 80 of de gezamenlijk met FIAT ontworpen multi-purpose vehicle ook als Talbot verkocht kon worden. De auto kwam uiteindelijk medio 1994 als Peugeot 806 en Citroën Evasion op de markt. Eind 1993 werden bij alle vestigingen en dealers de Talbot-borden verwijderd.
Talbot heeft op sportief gebied wel succes gehad. In 1981 won Talbot met de kleine Talbot Sunbeam Lotus (een doorontwikkeling van de Hillman Avenger) het World Rally Championship voor constructeurs. De productie van deze auto was op dat moment echter al gestopt.